# Хазарски език
Хазарският език е езикът на средновековния народ хазари. Изчезнал е вероятно най-късно през 13 век. Въз основа на запазените топоними и (нееврейски) лични имена може да се твърди, че в Хазария се е говорел език от тюрското езиково семейство. Хазарите са употребявали староеврейско писмо.
Запазени до днес са предимно хазарски имена, записани в изопачен вид в чужди исторически източници: византийски, арменски, арабски, старобългарски, староруски.
Не са изяснени връзките на хазарския език с кримчакския език, говорен от еврейското население на полуостров Крим.

## Остатъци от хазарския език
Поотделно са разгледани топоними, лични имена, титли и глоси, свързани с хазарите, както и т.нар. „рунически надпис“ от Киевското писмо.

### Топоними
- Sarïğšïn, град на р. Волга, на арабски ساراشن. Съответства на тюрк. *sarïğ-šïn, със значение „бял (или жълт) град“. Вероятно е еднакъв с града, споменат от Ибн Фадлан като al-bayda, т.е. „Бял [град]“.
- Sarkel, хазарска крепост по долното течение на р. Дон. Името на хазарската крепост е предадено на гръцки като Σάρκελ, а с еврейска азбука като שרכיל (s(š)rkyl) или שרכל (s(š)rkl)[1] В превод това означава „бяла къщичка, бял дом“[2][3][4] Според най-разпространеното тълкуване, първият компонент от наименованието се свързва с тюркския корен *sar-/*siar-/*sāz- със значение „бял, блед“[5] Вторият компонент се свързва от една страна с *gil-, хипотетично възстановено среднозападноиранско съответствие на авест. gərəða- „пещера“[6] и староинд. gṛhá- „къща“, а от друга страна се свързва с чуваш. kil „дом, селска къща, стопанство“, тур. диал., азърб. gil „частица за принадлежност, прибавена към фамилни имена“, якут. küle „пруст“[7]. Независимо от произхода на *gil-, това наименование съответства точно на староруското название Бѣла вежа.[8]
- Xarasiou, река на полуостров Крим, спомената във византийски източници от 8 – 9 в., Χαρασίου μαῦρον νερόν.[9] Това име се разчита въз основата на тюркското словосъчетание *xara-sïw/*xara-šïw „черна вода“. Както е известно обаче, имената на топоними са устойчиви и този топоним би могъл да се свърже по-скоро с прабългари, отколкото с хазари, както мисли например Erdal 2007.
- Xamlïx, на арабски حب بلج (hb blĵ) или قط بلج (qt blĵ, Ибн Руста)[10]. За името на този главен хазарски град съществуват няколко тълкувания:
  - xamlïx < *hap-balïq, „град на щастието“, *hap- < кит. *pap- „харизма“ (Golb/Pritsak 1982).
  - xamlïx < *xamïl-lïx „място, обрасло с тръстика“. Тази етимология се подкрепя от факта, че в осетинския език qamïl означава „тръстика“ и е заемка от прабългарския език. За тази етимология виж Róna-Tas 2005, Erdal 2007.
  - xamlïx < *xam-malïx < *xan-balïx „царски град“. За това тълкуване виж Erdal 2007.

### Лични имена
- Boluščï, име на хазарски генерал, живял през 10 век.[11] Името е тюркско и означава „помощник, поддръжник“[12] Един кумански хан е споменат под името Болушь.
- Alp’ в Alp’ilut’uer в арменски източници, цитирани в Golden 1980. Това е несъмнено тюркската дума за герой, срещаща се и като лично име Alïp на три волжкобългарски надгробни надписа[13].

### Титли
- ĵāwašīğar, титла, спомената от Ибн Фадлан и означаваща третият в йерархията след хазарския съвладетел, отговарящ за войската, на арабски جاوشيغر (Ибн Фадлан), виж Togan 1939. Ако четенето е правилно, титлата би следвало да се тълкува като *čawuš-yïğar „който събира чауши“ и да съответства на титлата čawuš-bašï в Османската империя.
- *pex (πέχ), хазарска титла, спомената от Константин Багренородни и Продължителя на Теофан.[14] Съответства на тюркската титла beg „принц“.
- tudunos, хазарска титла. На гръцки записана като Τουδοῦνος и описана в глосата Τούδουνοι ̇ οἱ τοποτηρηταὶ παρὰ Τούρκοις (Et. Magn.) и у Теофан[15]. Това е точно съответствие на орхонско-тюркското tuḍun „княз“. Прабългарският ѝ вариант е запазен във волжко-бълг. *turun, в руски запис трунъ (Троицка летопис от 1230 г.).[16]) и в по-късния ѝ вариант чуваш. tъrъn.
- *ilut’uer/*lit’ber, хазарска титла, спомената в арменски източници в съчетанията Alp’ilut’uer и Xat’irlit’ber, а на арабски يلطوار (Ибн-Фадлан), [17] Титлата се среща и в орхонските надписи като iltbär и в согдийски надписи като dyttpyr. Произходът ѝ не напълно изяснен.
- *iša, хазарска титла, на арабски ايشا (Ибн-Руста). Тя е еднаква със старотюркската титла šad, от согдийски произход.[18]

### Глоси
- al-ĵdāḍ, на арабски الجداذ и означава ‘вид талига с палатка’.[19] Това е вероятно объркан запис на *čadar- ‘шатра’, тъй като буквите за д и р се бъркат често в арабските ръкописи (Erdal 2007).
- k’uar, име на бог у северокавказките хуни. Вероятно изопачена форма на иран. *xwar- „слънце“.[20]
- t’angri xan, име на бог у северокавказките хуни. Съвпада с тюркското наименование на върховния бог teŋri. [21]
- č’op’ayk’, обичай, характерен за северокавказките хуни и споменат от Дасхуранци[22]. Названието се сближава със западнокавказкото наименование на вид обреден танц и пеене около поразен от гръм човек. Точни съответствия са осет. coppaj, черк., карач.-балк. čoppa, абх. čaupar.[23]
- *čičakion „вид женска дреха“, спомената у Константин Багренородни и предадена на гръцки като τζιτζάκιον. Свързва се с тюрк. čeček „цвете“, но това противоречи на значението. Думата може да бъде всъщност изопачен вариант на еврейското cicít „церемониален шал“ (Erdal 2007).
- *ďoğ „погребален обичай“. Думата не е засвидетелствана в източници, свързани с хазарите, но се възстановява въз основа на осет. dūğ/doğ „надбягване, погребални игри в чест на починал“, като заемка от хазарския език. Тя съответства на староуйг. joğ „погребален обред“.[24] В. Абаев прави връзка с гръц. δόχια, предадена от Менандър във връзка с обичай в Западнотюркския хаганат. От съобщението на Менандър е видно, че византийският посланик Земарх, посетил Западнотюркския хаганат през 586 г., описвайки погребалния обред на хагана, употребява термина δόχια.
- *qazar/*kasar, названието на хазарите. Няма общоприето тълкуване, тъй като в науката няма общоприето мнение за звучността на втория съгласен звук. Името е предадено на арменски със s: չաթ կասար (č’at’ kasar), на гръцки Χάζαροι (Константин Багренородни), на старобългарски и староруски козаринъ (Пространно житие на Кирил), в китайски източници K’o-sa, Ho-sa[25]. Съществуват няколко обяснения на този етноним – по-старите етимологии го свързват с тюрк. qaz- „бродя“, но такъв глагол не съществува в тюркските езици, където наличният глагол е *kez-. Възможно е и обяснение чрез средноперсийския вариант на титлата kesar < лат. caesar „цезар“.[26]

### Руническият надпис от Киевското писмо
Киевското писмо е документ на еврейски език от X век, намерен в Египет, в края на който личат седем знака, наподобяващи руническо писмо. Според разчитането на Голб/Прицак, този надпис се чете като *hoqurum „прочетох“ въз основата на орхонската и енисейската тюркска руническа писменост. В изследването на Голб/Прицак се идентифицират и няколко лица с тюркски имена сред подписалите писмото. Според Голб/Прицак това са:
- יוסף בר קופין (ywsf br qwfyn), Купин бар Йосиф.
- שמשון יהודה המכונה סורטה (šmšwn yhwdh hmxwnh swrth), Самсон Йехуда, наречен Саварта. Според Голб/Прицак, sawarta означава „принадлежащ към племето на савирите“. Друго мнение у Erdal 2007.
- גוסטטא בר כיבר כהן(gwstta br kybr khn), Гостата бар Кябар Коен. Gwstta (*gostata) се сравява с гръцкото име Κωστας и Гостун, споменат в Именника на българските ханове. Kybr (*kyabar) се сравнява c волжкобълг. име yuvari.
- מנס (mns) < *man-as, разчетено като „велик-голям“.
- מנר (mnr) < *man-ar, разчетено като „велик човек“ с помощта на чувашкия език.

Изследването на Голб/Прицак има няколко слаби страни, критикувани от Напольских 2003 и Erdal 2007. Разчитането на имената като тюркски се отхвърля от Erdal 2007, тъй като съществува възможност тези имена да бъдат изтълкувани като славянски (*gostjata, *severjata). Разчетането на самите рунически знаци е трудно, защото само един от тях има точно съответствие в тюркската руническа писменост. Освен това правописът на руническия надпис се различава рязко от този в руническото писмо, което е сричково и не отбелязва гласните звукове в глаголните окончания. Твърдението, че *hoqurum е хазарското съответствие на тюрк. *oqïdïm ‘прочетох’ (c преход ḍ > r между гласни както е в чувашки и прабългарски), видимо противоречи на засвидетелстваното хазарско tudun, при волжкобългарско turun, за което виж Erdal 2007: 95 – 103.
От еврейския текст може да се тълкува, че писмото е изпратено до, а не от Киев, като първият вариант е отхвърлен от Голб/Прицак. Според Harmatta 1997, קייובֿ (qyywβ) би трябвало да се чете като קהנובֿ (qhnwβ), местно име в Египет, а самият рунически надпис е северноафрикански курсивен почерк, което автоматически обезсмисля опитите да се свържат личните и географските имена в писмото с Хазария и хазарите.
Въз основа на езиковите данни не може да се твърди, че хазарите някога са имали своя собствена руническа азбука, която да се е запазила дори и след приемането на юдаизма. Докато не бъдат намерени и разчетени повече текстове на хазарски език, не могат да се правят допълнителни заключения.